# Agassiz-Rock
Der Agassiz-Rock (engl. Agassiz Rock) ist ein 30 ft (9,1 m) hoher Granit-Monolith bei der Stadt Manchester-by-the-Sea im Bundesstaat Massachusetts der Vereinigten Staaten. Er liegt in einem 116 Acres (0,47 km²) großen Naturschutzgebiet, das von der Organisation The Trustees of Reservations verwaltet wird.

## Geschichte

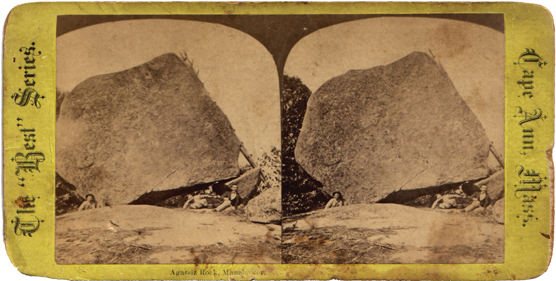
Abbildung des Agassiz Rock aus dem Jahr 1870

Im Oktober 1874 wurde der Felsen von einer Gruppe Studenten des Essex Institute nach Louis Agassiz benannt, der als Professor für Naturgeschichte an der Harvard University gearbeitet hatte und 1873 verstorben war. Er hatte als erster die später als zutreffend anerkannte Theorie entwickelt, dass die über den gesamten Bundesstaat verteilten Steine von Gletschern geformt und zurückgelassen worden waren und hatte dazu auch den heute als Agassiz Rock bekannten Felsen besucht. Bis zu dieser Erkenntnis war die Wissenschaft davon überzeugt, dass die Steine Überreste der Sintflut seien.
1957 gelangten die ersten Flächen in den Besitz der Trustees, ein Jahr später und in den 1960er Jahren folgten weitere Grundstücke zur Ausweitung des Schutzgebiets. 2001 wurde der Organisation das bislang letzte Teilstück überlassen.

## Schutzgebiet
Während der Name des Schutzgebiets die Existenz nur eines einzigen Findlings vermuten lässt, existieren dort tatsächlich mehrere, wobei der Little Agassiz Rock neben dem namensgebenden Big Agassiz Rock nur unwesentlich kleiner ausfällt. Es ist nicht bekannt, wie tief der Felsen in die Erde ragt. Darüber hinaus liegen verstreut weitere, jedoch deutlich kleinere Felsen im Schutzgebiet. Der Wanderweg durch das Gelände ist ca. 1 mi (1,6 km) lang und führt an beiden großen Felsen vorbei.
Im Schutzgebiet ist die saisonale Jagd unter Beachtung der föderalen und bundesstaatlichen Gesetze zugelassen, wobei eine zusätzliche Erlaubnis der Trustees of Reservations einzuholen ist. Das Gebiet ist davon abgesehen ohne Einschränkung kostenfrei zugänglich.